# نادي أوزفالدو كروز
أوزفالدو كروز فيوتيبول كلوب (Osvaldo Cruz Futebol Clube)، المعروف باسم أوزفالدو كروز، هو نادي كرة قدم برازيلي مقره في نادي أوزفالدو كروز ‏، ساو باولو.